# لويد كراوس
لويد روزفيل كراوس، نوفمر 1918 - 28 أبريل 2007) كان رجل أعمال وسياسيًا ونائب الحاكم الثامن والعشرين لنوفا سكوتيا في كندا منذ 1867 حتى الآن.
ولد كراوس عام 1918 في لونينبورغ في نوفا سكوتيا. وفي شبابه، أنشأ كراوس ثلاث شركات للصيد. وأثناء الحرب العالمية الثانية، خدم كطيار لدى سلاح الجو الملكي الكندي. ودخل كراوس السياسة بفوزه بمقعد في مجلس العموم الكندي ليكون عضوًا في البرلمان عن حزب المحافظين التقدمي عن عن دائرة كوينز-لونينبيرغ، وتمت إعادة انتخابه لثلاث دورات متتالية. (بدءًا من انتخابات عام 1968، تغيرت مسيرته إلى ساوث شور.)
في عام 1985، وتكريمًا لخدمته الطويلة، تم تعيينه لدى مجلس شورى الملكة الخاص في كندا، والذي منحه حق استخدام لقب «الشريف».
واختار ألا يخوض انتخابات عام 1988، وفي وقت لاحق تم تعيينه نائب حاكم نوفا سكوتيا. وتقاعد من هذا المنصب عام 1994. وحصل على وسام نوفا سكوتيا (Order of Nova Scotia) عام 2002. وفي عام 2007، توفي عن عمر يناهز 88 عامًا في مسقط رأسه لونينبيرغ. وترك وراءه زوجته التي تبلغ من العمر 65 عامًا ماريون وابنه ستيفن.

## وصلات خارجية
- Former lieutenant-governor Crouse dead at 88